# Hadena scotophoba
Hadena scotophoba är en fjärilsart som beskrevs av Charles Boursin 1959. Hadena scotophoba ingår i släktet Hadena och familjen nattflyn. Inga underarter finns listade i Catalogue of Life.